# Wyalusing (contea di Bradford)
Wyalusing  è una township degli Stati Uniti d'America, nella contea di Bradford nello Stato della Pennsylvania. Secondo il censimento del 2000 la popolazione è di 1.341 abitanti.

## Società

### Evoluzione demografica
La composizione etnica vede una maggioranza di quella bianca (97,02%), seguita dai nativi americani (0,30%) dati del 2000.
| township di Wyalusing Popolazione |       |
| 2000                              | 1.341 |
| Stima al 2009                     | 1.737 |